# Донат, Орна
Орна Донат (ивр. אורנה דונת‎, род. 15 октября 1976 или 1976, Рамат-ха-Шарон, Тель-Авивский округ) — израильский социолог, лектор, писательница и феминистская активистка.

## Биография
В Университете Бен-Гуриона в Негеве в Беэр-Шеве Орна Донат исследует социальные ожидания, возлагаемые на женщин, как матерей, так и нематерей. После её исследования 2011 года «Делая выбор: быть бездетным в Израиле» об израильских женщинах, предпочитающих не иметь детей, «Сожалея о материнстве» — это её первая международная книжная публикация о матерях, которые продолжают сожалеть о том, что стали матерями. Публикация вызвала бурную дискуссию в социальных сетях, особенно в Германии.
Орна Донат — научный сотрудник с докторской степенью в области гендерных исследований в Центре исследований и продвижения женского здоровья. Она проводит качественные социальные исследования и считает себя учёным-феминисткой. В дополнение к своей академической работе она более десяти лет работала волонтёром в Кризисном центре Хашарона в Раанане.

## Работы
Книги
- Mimeni VaHal'a: Bhira Behaim Bli Yeladim BeYisrael (Not my thing: The choice to live without children in Israel) (Hakibbutz Hameuchad (на иврите)) (2011)
- Regretting Motherhood: A Study (Yedioth Aharonoth (на иврите)) (2017)

Статьи
- Choosing Motherhood? Agency and Regret within Reproduction and Mothering Retrospective Accounts. 2014. Women's Studies International Forum, 53: 200-209, 2014
- Regretting Motherhood: A Sociopolitical Analysis. Signs: Journal of Women in Culture and Society, 40(2): 343-367, 2015